# Зоран Костовски (офицер)
Зоран Димитър Костовски (на македонска литературна норма: Зоран Димитар Костовски) е офицер, генерал-майор от Социалистическа федеративна република Югославия.

## Биография
Роден е на 23 януари 1935 г. в Битоля. През 1945 г. завършва основно образование, а през 1935 г. в Средно икономическо училище. През 1956 г. завършва Интендантска военна академия. В периода 1956 – 1964 г. е интендант в батальон/дивизион. От 1964 до 1966 г. е командир на учебен взвод. Между 1966 и 1968 г. е интендант във военния окръг Мостар. От 1968 и 1970 г. е командир на рота. През 1969 г. завършва Школа за усъвършенстване на интендантски офицери. Между 1970 и 1972 г. е офицер в интендантския отсек на командването на военния окръг Сараево. В периода 1972 – 1977 г. е офицер в интендантското управление. През 1974 г. завършва Команднощтабната академия на Сухопътните войски на ЮНА, а през 1977 г. и Школа за народна отбрана. От 1977 до 1978 г. е офицер в интендантската служба на първа югославска армия. Между 1978 и 1983 г. е началник на интендантската служба на първа армия. От 1983 до 1984 г. е началник на отсек в организацията за мобилизация на първа армия. След това до 1985 г. е помощник-директор на Федералната дирекция за разпределение на стоки със специално предназначение. Между 1985 и 1987 г. е републикански секретар (министър) за народна отбрана в 17-о правителство на Социалистическа република Македония. През 1988 г. завършва Команднощтабна академия по операциите. В периода 1987 – 1990 г. е директор на Дирекция за доставки и отпуски. Между 1990 и 1992 г. е директор на Директората по тила на Федералния секретариат за национална отбрана на Югославия. Излиза в запаса през август 1992 г.

## Военни звания
- Подпоручик (1956)
- Поручик (1960)
- Капитан (1964)
- Капитан 1 клас (1967)
- Майор (1970)
- Подполковник (1975)
- Полковник (1979)
- Генерал-майор (1988)

## Награди
- Медал за военни заслуги, 1961 година;
- Орден за военни заслуги със сребърни мечове, 1964 година;
- Орден на Народната армия със сребърна звезда, 1971 година;
- Орден за военни заслуги със златни мечове, 1978 година;
- Орден на Народната армия със златна звезда, 1981 година;
- Орден на братството и единството със сребърен венец, 1986 година.